# Ptenochirus jagori
Ptenochirus jagori là một loài động vật có vú trong họ Dơi quạ, bộ Dơi. Loài này được Peters mô tả năm 1861.

## Hình ảnh

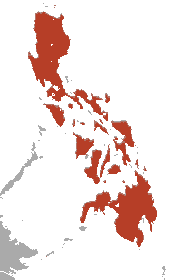